# David Fabricij
David Fabricij (pravo ime Faber, latinizirano Fabricius), nizozemski duhovnik, teolog, ljubiteljski astronom in kartograf, * 9. marec 1564, Esens, Vzhodna Frizija, Nemčija, † 7. maj 1617, Osteel, Vzhodna Frizija.

## Življenje in delo
Fabricij je služboval kot luteranski župnik v majhnih mestih v Friziji, katere del je danes v Nemčiji. Kakor je bilo značilno za tedanje duhovnike, se je ukvarjal z znanostjo in še posebej z astronomijo. Dopisoval si je s Keplerjem.
Avgusta 1596 je odkril prvo znano periodično spremenljivko (z razliko od kataklizmičnih spremenljivk, kot so nove in supernove) Miro (ο Kita, ο Ceti). Najprej je verjel, da je to »le« nova nova, saj pravih spremenljivk do tedaj še niso poznali. Ko je Mira leta 1609 ponovno močno zasvetila, je postalo jasno, da gre za novo astronomsko telo. Tudi njegov sin Johannes je bil astronom.
O Davidu Fabriciju ni kaj več dosti znanega. Ko je iz prižnice ovadil gosjega tatu, ga je obtoženi udaril z lopato v glavo, da je umrl. Obstajajo tudi kopije zemljevidov Frizije, ki jih je izdelal leta 1589. Verne ga je v svojem delu Potovanje na Luno (De la Terre à la Lune) iz leta 1865 omenjal, da je skozi svoj daljnogled na Luni videl naseljence, vendar je šlo gotovo le za Verneovo domišljijo.

## Priznanja

### Poimenovanja
Velik (90 km) krater Fabricij (Fabricius) na južni polobli Lune se imenuje po njem.